# Kirkwall

Kirkwall

Kirkwall (inselschottisch: Kirkwaa; altnordisch: Kirkjuvágr) ist Hauptort der Insel Mainland, der größten der schottischen Orkneys, und hat 7045 Einwohner. Die Stadt liegt auf einer Landenge zwischen Ost- und West-Mainland. Von hier führen Fährverbindungen zu den meisten Inseln der nördlichen Orkney sowie nach Aberdeen.

## Name

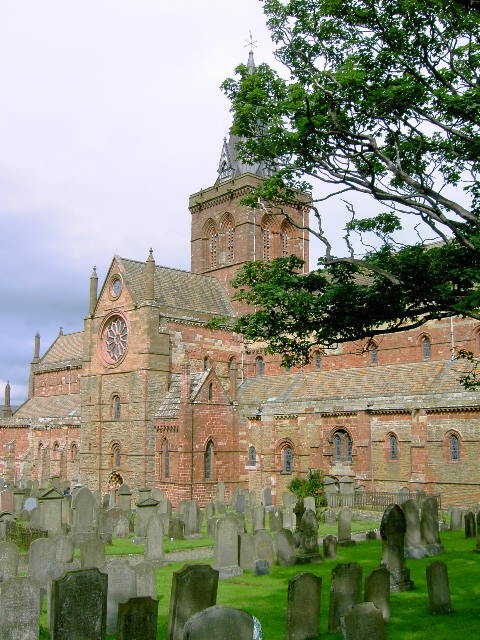
Kirche St. Magnus

Der Name Kirkwall ist altnordischen Ursprungs und wird bereits in der Orkneyinga saga erwähnt. Der Name lautete ursprünglich „Kirkjuvágr“, was „Kirchenbucht“ bedeutet. Später wurde daraus „Kirkvoe“. Bereits im frühen 11. Jahrhundert stand hier eine Kirche, die Olav II. Haraldsson gewidmet war.

## Geschichte
Earl Rognvald Brusason (Rögnvaldr Brúsason) teilte sich das Earltum für acht Jahre mit Thorfinn Sigurdsson (dem Mächtigen), der seinen Sitz auf dem Brough of Birsay hatte und ihn 1046 n. Chr. auf Papa Stronsay erschlug. Im selben Jahr wird Kirkwall erstmals als Marktflecken erwähnt. Im Jahre 1137 wurde auf Veranlassung des Earl Rognvald Koli Kolsson (Rögnvaldr jarl) mit dem Bau der St.-Magnus-Kathedrale begonnen, die heute das Stadtbild prägt.
Erst 1468 wurde Kirkwall schottisch, als Jakob III. (Schottland) die Orkneys erwarb. Im darauffolgenden Jahrhundert war es Verwaltungszentrum für die Orkney- und die Shetland-Inseln.

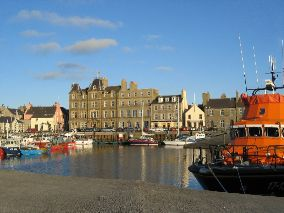
Hauptpier

1811 wurde mit dem Ausbau des Naturhafens begonnen. In den 1990er Jahren wurde die Hauptpier erweitert, 2003 die Fahrrinne ausgebaggert. Das Orkney Museum war als Tankerness House ein Stadthaus von Orkneys Adel.
In und bei Kirkwall befinden sich die nördlichsten Whiskydestillerien Schottlands, Highland Park und Scapa.
Zur Jahreswende werden in Kirkwall und Stromness  die auf heidnische Tradition zurückgehende Ba’Games gespielt.

## Verkehr
Orkney Ferries betreibt den Fährverkehr von Kirkwall zu benachbarten Inseln. Mehrmals wöchentlich wird Kirkwall von den Fähren von NorthLink Ferries angelaufen, die auf der Strecke Aberdeen – Lerwick dort einen Zwischenstopp einlegen.
In den Monaten Mai bis September legen häufiger Kreuzfahrtschiffe an dem etwa 3 km außerhalb der Stadt gelegenen Hatston Ferry Terminal an.

## Persönlichkeiten
- Thomas Alexander Ferguson Graham (1840–1906), Maler, Zeichner und Illustrator des Realismus
- Angus Buchanan (1886–1954), Naturforscher
- Alan Rendall (* 1963), Mathematiker und mathematischer Physiker
- Thomas Stewart Traill (1781–1862), Rechtsmediziner, Zoologe, Geologe, Chemiker
- Sean Vendy (* 1996), Badmintonspieler